# Cephalotes simillimus
Cephalotes simillimus é uma espécie de inseto do gênero Cephalotes, pertencente à família Formicidae.